# Casa Reha
Die Casa Reha Holding GmbH mit Sitz in Oberursel bei Frankfurt am Main ist die Muttergesellschaft der Casa Reha Unternehmensgruppe und ein Betreiber von Pflegeheimen in Deutschland. Seit 2016 gehört das Unternehmen als 100-prozentige Tochter der Curanum AG zur Korian-Gruppe. Vor der Eingliederung in die Korian-Gruppe gehörte Casa Reha zu den fünf größten privaten Betreibern von Seniorenpflegeheimen in Deutschland. Das Unternehmen betreibt 76 Pflegeheime mit insgesamt rund 10.000 Pflegeplätzen und beschäftigt über 7.500 Mitarbeiter. Der Unternehmensgruppe gehören die Häuser der Marken Casa Reha, Pro Vita und Sozialkonzept an. Im Jahr 2012 erwirtschaftete die Unternehmensgruppe einen Umsatz von 221,7 Millionen Euro.

## Unternehmensprofil
Casa Reha wurde 1995 gegründet. Sie ist seitdem durch den Bau neuer Einrichtungen und durch den Erwerb der Pro Vita- sowie Sozialkonzept-Gruppe (1998 und 2007) auf 76 Häuser gewachsen. Das Unternehmen ist in 16 Bundesländern präsent.
An einigen Standorten bietet das Unternehmen zudem Betreuungsplätze für psychisch kranke und suchtkranke Menschen an.
Die Einrichtungen der Casa Reha Unternehmensgruppe haben Versorgungsverträge mit Pflegekassen und Sozialhilfeträgern geschlossen. Im Jahr 2013 nahm das Unternehmen Pflegeheime an den Standorten Augsburg und Frankfurt in Betrieb, im Jahr 2014 Häuser in Bitburg und Bremen.
Das Unternehmen bot im Ausbildungsjahr 2013/2014 389 Plätze für die Ausbildung zur examinierten Pflegekraft. Darüber hinaus bietet es Plätze für den Bundesfreiwilligendienst und für ein Freiwilliges Soziales Jahr. Casa Reha ist Mitglied im Arbeitgeberverband Pflege und im Bundesverband privater Anbieter sozialer Dienste.
In einer Rangliste des Nachrichtenmagazins Focus belegte das Unternehmen 2014 Platz 10 der besten Arbeitgeber Deutschlands in der Branche „Gesundheit und Soziales“.
Die Mehrheit am Unternehmen wurde 2007 von Advent International an den britischen Private-Equity-Investor HgCapital verkauft.
Seit Anfang 2016 gehört die Unternehmensgruppe Casa Reha als 100-prozentige Tochter der Curanum AG zur Korian-Gruppe, dem Marktführer mit über 49.000 Mitarbeitern und 740 Einrichtungen in Deutschland, Frankreich, Italien und Belgien. Die Einrichtungen mit insgesamt mehr als 75.000 Bewohnern decken die vier Kernbereiche der Korian-Gruppe ab: Pflegeeinrichtungen, Rehabilitationszentren für Senioren, Betreutes Wohnen und Ambulante Pflegedienste.

## Dienstleistungen
Zu den Leistungen gehören vollstationäre Lang- und Kurzzeitpflege für alle Pflegestufen sowie insbesondere die Betreuung von Menschen, die an einer Demenz erkrankten. An einigen Standorten bietet das Unternehmen zusätzlich Palliativpflege und andere besondere Pflegeformen (z. B. Apalliker) sowie die Pflege und Betreuung seelisch erkrankter Menschen an. Das Unternehmen arbeite nach eigenen Angaben nach den Grundsätzen der aktivierenden Pflege der Pflegewissenschaftlerin Monika Krohwinkel.
Beim Unternehmen angestellte Ergotherapeuten seien in den Häusern für die Betreuung und Aktivierung der Bewohner zuständig, damit diese im Bedarfsfall angeleitet werden könnten, alltägliche Handlungen selbstständig auszuführen.
Die Häuser der Unternehmensgruppe betreiben eigene Küchen. Die Ernährungsplanung orientiere sich nach Unternehmensangaben an den Richtlinien der Deutschen Gesellschaft für Ernährung e. V. Unternehmenseigene Ernährungsberater planen das seniorengerechte Menü und unterstützen die Häuser bei der Berücksichtigung individueller Einzelmaßnahmen.

## Staatsanwaltliche Ermittlungen
Nach einer unangemeldeten Kontrolle durch den MDK in einem von Casa Reha betriebenen Pflegeheim in Frankfurt/Main, bei der gravierende Hygiene- und Pflegemängel festgestellt wurden, kam es im März 2011 zu einer staatsanwaltlichen Durchsuchungs- und Beschlagnahmeaktion. Der MDK berichtete „von bettlägerigen Patienten, die stundenlang in ihren Ausscheidungen liegen gelassen wurden, von falsch gegebenen Insulininjektionen, verdreckten Betten, unterernährten Bewohnern und Patienten mit unversorgten Operationswunden“. Die staatliche Heimaufsicht verhängte aufgrund der vorgefundenen Missstände einen Aufnahmestopp. In diesem wie auch in weiteren von Casa Reha betriebenen Heimen wurden wiederholt erhebliche Pflegemängel aufgrund von Kostenminimierung und Personaleinsparungen sowie Unterdrückung von Betriebsräten oder deren Auflösung berichtet.